# Zielenice właściwe
Zielenice właściwe (Chlorophyceae) – klasa jedno- lub wielokomórkowych zielenic.

## Charakterystyka
Wrzeciono podziałowe zanikające między podziałami. Zielenice właściwe charakteryzują się występowaniem fikoplastu. Ściana komórkowa narasta od środka komórki macierzystej, równolegle do fikoplastu. Do zielenic właściwych należą organizmy jednokomórkowe, wielokomórkowe i kolonijne.

## Systematyka
System zielenic właściwych według Lewisa i McCourta (2004)
 oparty na kryterium pokrewieństwa:
Klasa: Chlorophyceae
Rząd: Chlamydomonadales (obejmuje m.in. część dawnych Chlorococcales, Tetrasporales, Chlorosarcinales)
Rząd: Sphaeropleales (obejmuje m.in. część dawnych Chlorococcales)
Rząd: Oedogoniales
Rząd: Chaetopeltidales
Klasyfikacja tradycyjna, oparta na kryterium podobieństwa morfologicznego i cytolgicznego:
Klasa: Chlorophyceae
Rząd: zawłotniowce (Chlamydomonadales) - należy tu zawłotnia (Chlamydomonadales)
Rząd: toczkowce (Volvocales) - należy tu toczek (Volvox)
Rząd: tetrasporowce (Tetrasporales)
Rząd: chlorokokowce, pierwotkowce (Chlorococcales, Protococcales) - należy tu pierwotek (Pleuroccocus), chlorella (Chlorella)
Rząd: chlorosferowce (Chlorosarcinales, Chlorosphaerales)
Rząd: uwikłowce, edogoniowce (Oedogoniales) - należy tu uwikło (Oedogonium)
Rząd: zieliwa (Chaetophorales)